# Ludwig Tieck
Johann Ludwig Tieck (Berlino, 31 maggio 1773 – Berlino, 28 aprile 1853) è stato un poeta, scrittore, critico letterario, editore e traduttore tedesco. Scrisse anche con gli pseudonimi Peter Lebrecht (o Leberecht) e Gottlieb Färber.

## Biografia

### Studi e prima attività letteraria
Nato il 31 maggio 1773, Tieck, figlio di un fabbricante di corde, crebbe a Berlino insieme ai fratelli minori Friedrich e Sophie. Dal 1782 frequentò il Friedrich-Werdersche Gymnasium, dove si legò di stretta amicizia con Wilhelm Heinrich Wackenroder; in seguito studiò storia, filologia, letteratura antica e moderna a Halle (1792), Gottinga (1792/1793, 1793/1794) e Erlangen (1793, insieme a Wackenroder). Lo scopo essenziale dello studio universitario era per lui la formazione di uno scrittore libero; già da tempo egli si occupava a fondo di Shakespeare. Durante il periodo degli studi universitari intraprese con Wackenroder dei viaggi: a Norimberga; nella Franconia fino al Fichtelgebirge, ma anche al castello barocco di Weissenstein presso Pommersfelden; le esperienze di questi viaggi furono da lui raccolte negli scritti di viaggio divenuti poi famosi.
I primi lavori letterari furono intrapresi ancora a Berlino, prima di frequentare l'Università. Nel 1794 Tieck interruppe gli studi e tornò a Berlino (fino al 1799). Pubblicò letteratura di intrattenimento ed esperimenti letterari nel gusto del tardo Illuminismo in «Straussfedern» (dal 1795); in parte i brani di prosa nacquero come lavoro in comune con la sorella Sophie.
Apparvero i suoi primi racconti e romanzi: Peter Lebrecht, eine Geschichte ohne Abenteuerlichkeiten (1795, 2 volumi), William Lovell (1795-96, 3 volumi) e Abdallah (1796); compiendo la transizione al vero e proprio romanticismo, intraprese l'elaborazione in parte drammatico-satirica, in parte semplicemente narrativa di antiche leggende e racconti popolari e li pubblicò col titolo Volksmärchen von Peter Lebrecht (Fiabe popolari di Peter Lebrecht) (Berlino 1797, 3 volumi). Quest'opera contiene una parodia teatrale della fiaba di Perrault Il Gatto con gli stivali, che esprime una satira del mondo berlinese e del pensiero illuminista. Con Franz Sternbalds Wanderungen (alla cui ideazione prese parte anche Wackenroder), (1797-1798), un "Künstlerroman" ovvero il romanzo di formazione di un artista, Tieck indicò la direzione per il romanzo romantico a Novalis e Joseph von Eichendorff. Il romanzo è anche la prima manifestazione dell'entusiasmo romantico per l'antica arte tedesca.
Dopo aver sposato nel 1798 ad Amburgo una figlia del predicatore Julius Gustav Alberti, Amalie Alberti, da cui ebbe una figlia Dorothea, soggiornò nel 1799-1800 a Jena dove entrò in relazioni amichevoli con i fratelli August Wilhelm Schlegel e Friedrich Schlegel, Novalis, Clemens von Brentano, Johann Gottlieb Fichte e Friedrich Wilhelm Joseph Schelling.
Il gruppo diede vita al cosiddetto primo Romanticismo di Jena. Tieck fornì gli esempi letterari per le teorie elaborate dagli Schlegel (e viceversa). A questo periodo risale la pubblicazione di Romantische Dichtungen insieme al dramma Leben und Tod der heiligen Genoveva (1799-1800, 2 volumi). Inoltre pubblicò una pregevole traduzione del Don Chisciotte di Cervantes (1799-1801).
Egli conobbe anche Goethe e Schiller, che lo apprezzarono molto: Schiller pubblicò anche alcune sue poesie sul "Musen-Almanach für das Jahr 1799). Nel 1801 Tieck si trasferì a Dresda insieme a Friedrich Schlegel.

### A Ziebingen
Nel 1801 infine Tieck si stabilì con la famiglia a Ziebingen, ad est di Francoforte sull'Oder, nella tenuta del suo vecchio conoscente Burgsdorff; questi aveva invitato il poeta che risiedette là fino al 1819, benché con interruzioni.
Dal 1803 visse in parte a Berlino, in parte a Ziebingen, dove egli tornò anche al rientro da un viaggio in Italia, intrapreso nel 1805 per studiare i manoscritti in antico tedesco conservati in Vaticano.
In questo periodo l'autore si consacrò senza riserve all'orientamento romantico. Dopo la commedia elaborata sulla base del vecchio libro popolare Kaiser Octavianus (1804), pubblicò la traduzione di un  certo numero di brani di teatro elisabettiano col titolo Altenglisches Theater (1811), una rielaborazione di Frauendienst di Ulrich von Lichtenstein (1812), nonché una quantità di pezzi drammatici di vari autori tedeschi (Deutsches Theater, 1817, 2 volumi). Col titolo Phantasus pubblicò una raccolta di precedenti fiabe e opere teatrali, ampliata con nuovi racconti e il dramma fiabesco Fortunat, che suscitarono di nuovo un forte interesse del pubblico dei lettori tedeschi.
Infatti fiabe e racconti come Der blonde Eckbert, Die Elfen, Der Pokal, Liebeszauber, Der Runenberg, Der getreue Eckart und der Tannenhäuser rimasero a lungo i testi più apprezzati per il loro valore poetico.
L'anno di guerra 1813 vide il poeta a Praga; dopo la pace fece lunghi viaggi a Londra e a Parigi, principalmente in vista di una grande opera su Shakespeare, che non portò a termine.

### A Dresda

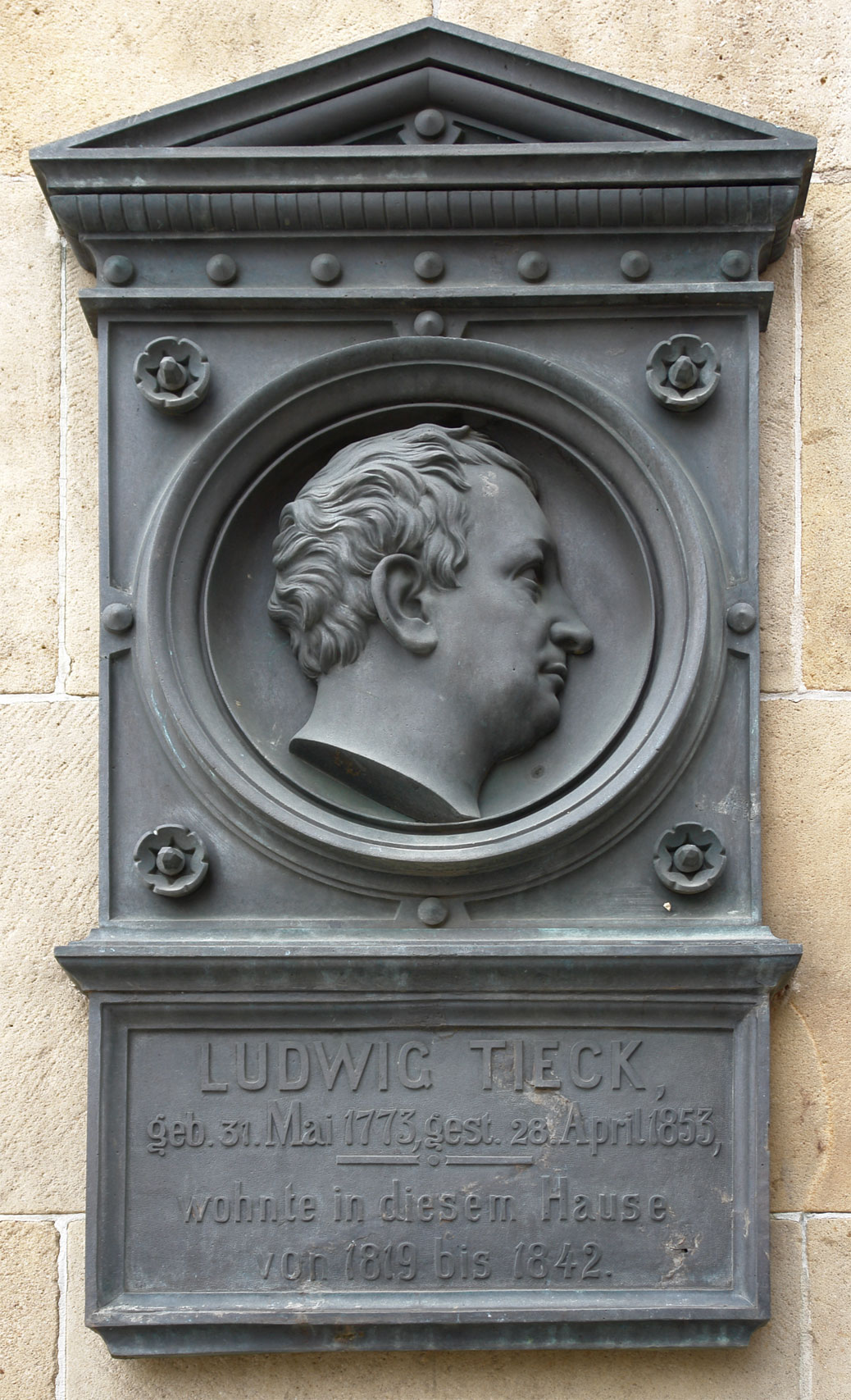
Lapide commemorativa a Dresda

Dal 1819 al 1841 visse a Dresda. Malgrado il contrasto tra la raffinatezza intellettuale di Tieck e la banalità dell'ambiente letterario di Dresda, riuscì, soprattutto mediante le sue lezioni di teatro che avevano luogo quasi ogni sera, ed erano conosciute in tutta la Germania, a riunire intorno a sé un circolo che riconosceva l'autorevolezza delle sue concezioni artistiche.
Come consigliere artistico dell'Hoftheater (il teatro di corte), raggiunse negli anni tra il 1820 e il 1830 una notevole rilevanza, che spesso gli costò intrighi e menzogne della parte avversa.  Come poeta, a Dresda si servì quasi esclusivamente della forma della novella. L'insieme delle Novelle (Berlino 1852-54, 12 volumi) mostrò il suo grande talento narrativo. Le più compiute sono vere opere d'arte, in cui si fondono maestria letteraria e puri mezzi poetici; numerosi altri racconti aprirono la strada per una novellistica in forma di dialogo nella quale i personaggi sono i portavoce delle opinioni dell'autore. Tra i racconti più importanti della prima categoria: Die Gemälde, Die Reisenden, Der Alte vom Berge, Die Gesellschaft auf dem Lande, Die Verlobung, Musikalische Leiden und Freuden, Des Lebens Überfluß ecc.
Fra i racconti storici i più significativi sono Der griechische Kaiser, Der Tod des Dichters e soprattutto l'incompiuto Aufruhr in den Cevennen. In tutte queste novelle incanta non solo la semplice grazia del modo di rappresentare, ma anche la molteplicità di personaggi vivaci e caratteristici e il senso profondo dell'idea poetica. Anche nelle novelle in prosa Tieck mostrò la sua padronanza dell'esposizione. La sua ultima grande opera, Vittoria Accorombona (1840), ispirata alla vita della nobildonna italiana Vittoria Accoramboni, nacque sotto l'influenza del romanticismo francese e malgrado la ricca tavolozza dispiegata non incontrò il favore dei lettori.
Anche la consueta attività letteraria di Tieck durante il periodo di Dresda fu molto intensa. Nel 1826 intraprese la pubblicazione e il completamento delle traduzioni da Shakespeare di August Wilhelm von Schlegel e pubblicò gli scritti postumi di Heinrich von Kleist, cui seguirono le opere complete (Gesammelte Werke) dello stesso autore. Die Insel Felsenburg di Johann Gottfried Schnabel, la raccolta degli scritti di Lenz, Shakespeares Vorschule (sei drammi di epoca precedente a Shakespeare) ecc. furono accompagnati da introduzioni e saggi di valore ancora oggi riconosciuto.
Dall'attività critico-drammaturgica derivano i Dramaturgische Blätter (1826/1852). I suoi scritti critici (Kritische Schriften ) furono raccolti in due volumi nel 1848.

### A Berlino

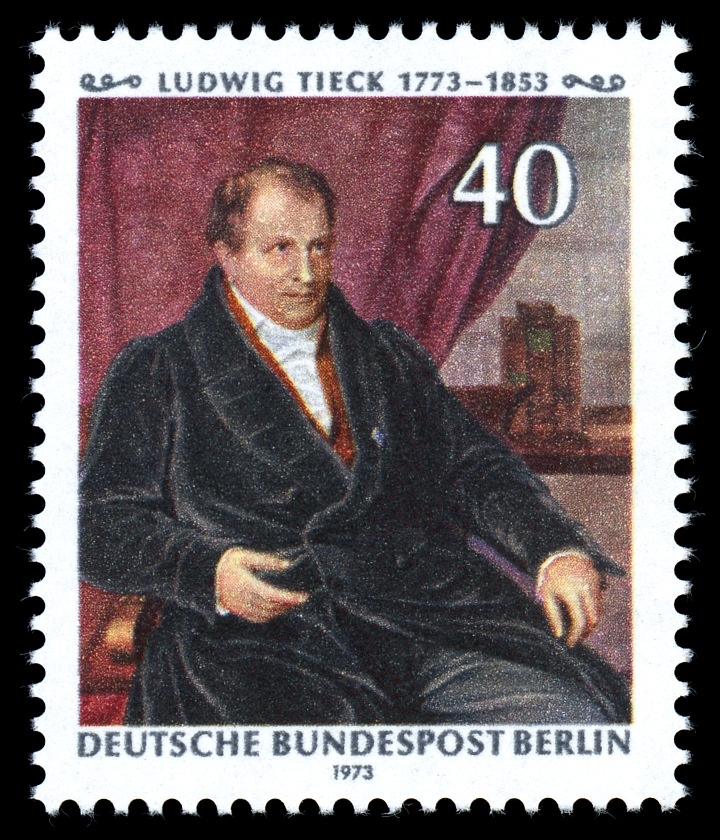
Dipinto di Carl Christian Vogel von Vogelstein riprodotto in un francobollo commemorativo. (1973)

Nel 1841 il re Federico Guglielmo IV di Prussia invitò il poeta a Berlino, dove Tieck, costretto per lo più in casa per malattia e molto solo per la morte di quasi tutti i familiari più stretti, trascorse una vecchiaia molto onorata, libera da preoccupazioni ma in complesso molto rassegnata, fino alla morte avvenuta il 28 aprile 1853.
L'opera di Tieck è dunque caratterizzata dalla molteplicità dei generi e dalla ricchezza della produzione. Se non è facile ricondurla ad un quadro di sintesi, ciò può dipendere in parte dalla sua formazione duplice, in cui il razionalismo del XVIII secolo e il romanticismo mistico si combatterono di continuo. Si deve inoltre notare il carattere d'improvvisazione, dipendente da attimi fortuiti, del suo talento, che di rado gli permise di raggiungere il pieno sviluppo dei suoi abbozzi pieni di vita e di ispirazione.
L'importanza di Tieck consiste nella prontezza con la quale seppe accogliere le nuove idee che stavano sorgendo alla fine del secolo XVIII, piuttosto che in una vera originalità. L'attività creativa di maggior rilievo fu quella svolta negli anni giovanili. In seguito egli esercitò una funzione diversa come amico e consigliere di altri scrittori o come critico colto e di ampie letture.

## Edizioni in italiano
- Il cavaliere Barbableu (Ritter Blaubart, 1796): dramma fiabesco in cinque atti, Carabba, Lanciano, 1926
- Il gatto con gli stivali, Signorelli, Milano 1930
- Il biondo Ecberto, Bompiani, Milano 1942
- Fiabe romantiche di Ludwig Tieck, Novalis, Clemens Brentano, Utet, Torino, 1942 poi TEA, Milano, 1988
- La bella Magelone. Con scritti di Kalbeck, Friedländer, Sams, Fischer-Dieskau, Johnson sul ciclo op. 33 di Brahms. A cura di Erik Battaglia. Analogon, Asti, 2016
- Il superfluo della vita, Studio Tesi, Pordenone, 1986
- Il castello incantato, Bulzoni, Roma, 1988
- Il biondo Eckbert, a cura di Giulia Ferro Milone, Studio Tesi, Pordenone, 1990
- Pietro di Abano, Studio Tesi, Pordenone, 1993
- I dipinti, Studio Tesi, Pordenone, 1994
- Fiabe teatrali: Il gatto con gli stivali-Il mondo alla rovescia, a cura, traduzione e prefazione di Enrico Bernard, Costa & Nolan, Genova, 2007
- Il cavaliere Barbablù (traduzione italiana di Alberto Spaini) in: Il teatro tedesco dell'età romantica, a cura di Bonaventura Tecchi. ERI, Torino 1956
- Fiabe romantiche (introduzione e traduzione di Gianni Bertocchini), Garzanti, Milano 2009 (rist. 2019).